# أداد أبلا إيدينا
أداد أبلا إيدينا وإسمه إم دومو أوش سوم نا وكذلك إيم أي سوم نا أو إم أب أيم ئاي دين، ومعناه أداد يعطيني الورث، وهو ثامن ملك لسلالة إيسن الثانية وسلالة بابل الرابعة، حكم من سنة 1067-1046 ق م، وعاصر حكمه الملك الاشوري آشور بيل كالا و يعتبر عصره العصر الذهبي لهذه السلالة كما وصفه بعض المختصين.

## السيرة
في إحدى المسلات المنسوبة للملك الآشوري آشور بيل كالا حيث يذكر بأنه في غاراته على بلاد بابل حيث يقول الملك الاشوري بأنه أرسل قواته إلى دور كوريغالزو لمحاربة واليها كادشمان بورياش وأميرها ابن إتي مردوخ بالاطو.